# 逍遥津 (京剧)
《逍遥津》是京剧传统剧目，又名《白逼宫》，取材于《三国演义》第六十六回“关云长单刀赴会 伏皇后为国捐生”，情节与小说和《三國志》等史书记载略有差异，秦腔、豫剧也有演出。京剧后三鼎甲之一的孫菊仙和前四大须生之一的高庆奎最擅长此剧，其声腔高亢，特别是最后一折中的二黄“父子们在宫院伤心落泪”唱段，以十五个“欺寡人”把刘协作为傀儡皇帝的愤懑和无奈表现得淋漓尽致。高派传人李和曾、辛宝达等也擅长此剧。
该剧前段原有张辽威震逍遥津的内容，故有此名，虽然后世删去这一段，但剧名依然保留。

## 剧情
东汉末年，军阀混战，曹操以丞相身份把持朝政，外朝内廷皆是其爪牙，汉献帝刘协只是曹操手中傀儡。建安十九年（公元214年），張遼、华歆、夏侯渊、贾诩、司马懿等大臣提议废黜汉帝，拥立曹操登基称帝。曹操婉拒。荀攸闻言，怒斥众臣不忠，回府后吐血而亡。朝堂之上，献帝失言，惹怒曹操，曹操拔剑欲杀之，幸有忠臣护驾。献帝回宫后，在伏皇后面前痛斥曹操，皇后建议献帝写下诏书，令其父伏完搬请各路诸侯诛杀曹操。献帝写下亲笔诏书，命刘备、孙权以为外应，命内侍穆顺将诏书秘密送至伏府。穆顺将诏书藏在发髻之中，行至宫门时遇见曹操，华歆看出穆的发髻中有诈。曹操搜出诏书，杀死穆顺，命华歆诛杀伏完、穆顺全家，再去后宫捉拿伏皇后。伏皇后闻讯，带两位皇子入御花园躲避。华歆闯入宫中，见御花园有异，剑劈御花园大门，掳走皇后。曹操下令将伏皇后斩首，司马懿求情，改为杖毙，以留全尸。献帝与二皇子在后宫哭祭皇后。曹操与华歆、司马懿率领一标校尉闯入后宫。献帝父子苦苦哀求曹操，曹操动容，然华歆劝曹操斩草除根，遂以鸩酒毒死二皇子，逼迫献帝立其女曹节为皇后。